# Manchild (canción de Neneh Cherry)
«Manchild» es una canción de la cantautora sueca Neneh Cherry, publicada en mayo de 1989 por Virgin y Circa como segundo sencillo de su álbum de debut, Raw Like Sushi (1989). Fue la primera canción que escribió Cherry; la compuso en un teclado Casio utilizando una configuración de acordes automática y acabó con siete acordes sólo en la estrofa. El padrastro de Neneh, Don Cherry, lo comentó positivamente, comparándolo con la estructura de una canción de jazz. Nellee Hooper creó el ritmo de la canción y escribió el rap con Robert Del Naja. A continuación, Cherry le dio la pista a su futuro marido, Cameron McVey, que ayudó a dar forma a la canción con las partes e «hizo que tuviera sentido».
La letra de la canción está «dirigida a un hombre adulto al que le queda por madurar». Cherry expresó la importancia de la canción para ella, afirmando que es donde encontró su sonido: «Creo que "Manchild" fue la canción en la que encontré mi estilo. Creo que esa canción, su estilo, su espíritu y su sentimiento han reaparecido; siempre reaparecen en otras canciones que he escrito; por eso se ha convertido en la canción más importante que he escrito, en cierto modo». Desde el punto de vista comercial, «Manchild» fue un éxito entre los diez primeros en el Reino Unido, Nueva Zelanda y varios países europeos, pero no se colocó en las listas de Estados Unidos ni Canadá. El vídeo musical de «Manchild», dirigido por Jean-Baptiste Mondino, fue nominado al «Mejor vídeo» en los Brit Awards de 1990.